# Stichillus coronatus
Stichillus coronatus är en tvåvingeart som först beskrevs av Becker 1901.  Stichillus coronatus ingår i släktet Stichillus och familjen puckelflugor. Inga underarter finns listade i Catalogue of Life.